# Núa Ngam
Núa Ngam là một xã thuộc huyện Điện Biên, tỉnh Điện Biên, Việt Nam.

## Địa lý
Xã Núa Ngam nằm ở phía đông huyện Điện Biên, nằm cách trung tâm huyện khoảng 25 km, có vị trí địa lý:
- Phía đông giáp huyện Điện Biên Đông
- Phía tây giáp xã Hẹ Muông
- Phía nam giáp xã Na Tông
- Phía bắc giáp xã Sam Mứn.

Xã Núa Ngam có diện tích 48,65 km², dân số năm 2022 là 3.715 người, mật độ dân số đạt 76 người/km².

## Hành chính
Xã Núa Ngam được chia thành 2 thôn: Tân Ngam, Hợp Thành và 10 bản: Hát Hẹ, Huổi Hua, Pá Bông, Pá Ngam 1, Pá Ngam 2, Na Sang 1, Na Sang 2, Phu Ngam, Ten Núa, Tin Lán.

## Lịch sử
Năm 1955, thành lập xã xã Đoàn Kết trên cơ sở một phần của xã Sam Mứn.
Ngày 2 tháng 11 năm 1967, Bộ Nội vụ ban hành Quyết định số 424/QĐ-BNV về việc đổi tên xã Đoàn Kết thành xã Núa Ngam.
Ngày 25 tháng 8 năm 2012, Chính phủ ban hành Nghị quyết số 45/NQ-CP về việc thành lập xã Hẹ Muông trên cơ sở điều chỉnh 7.396,87 ha diện tích tự nhiên và 2.596 người của xã Núa Ngam.
Sau khi điều chỉnh địa giới hành chính, xã Núa Ngam còn lại 4.852,2 ha diện tích tự nhiên với 3.194 người có 10 bản: Na Sang 1, Na Sang 2, Pá Bông, Pá Ngam 1, bản Pá Ngam 2, Phú Ngam, Hát Hẹ, Ten Núa, Tin Lán, Huổi Hua và 2 thôn: Tân Ngam, Hợp Thành.
Ngày 6 tháng 9 năm 2012, UBND tỉnh Điện Biên ban hành Quyết định số 819/QĐ-UBND về việc thành lập bản Ta Lét 1 và bản Ta Lét 2 trên cơ sở toàn bộ bản Ta Lét.